# Рабська династія

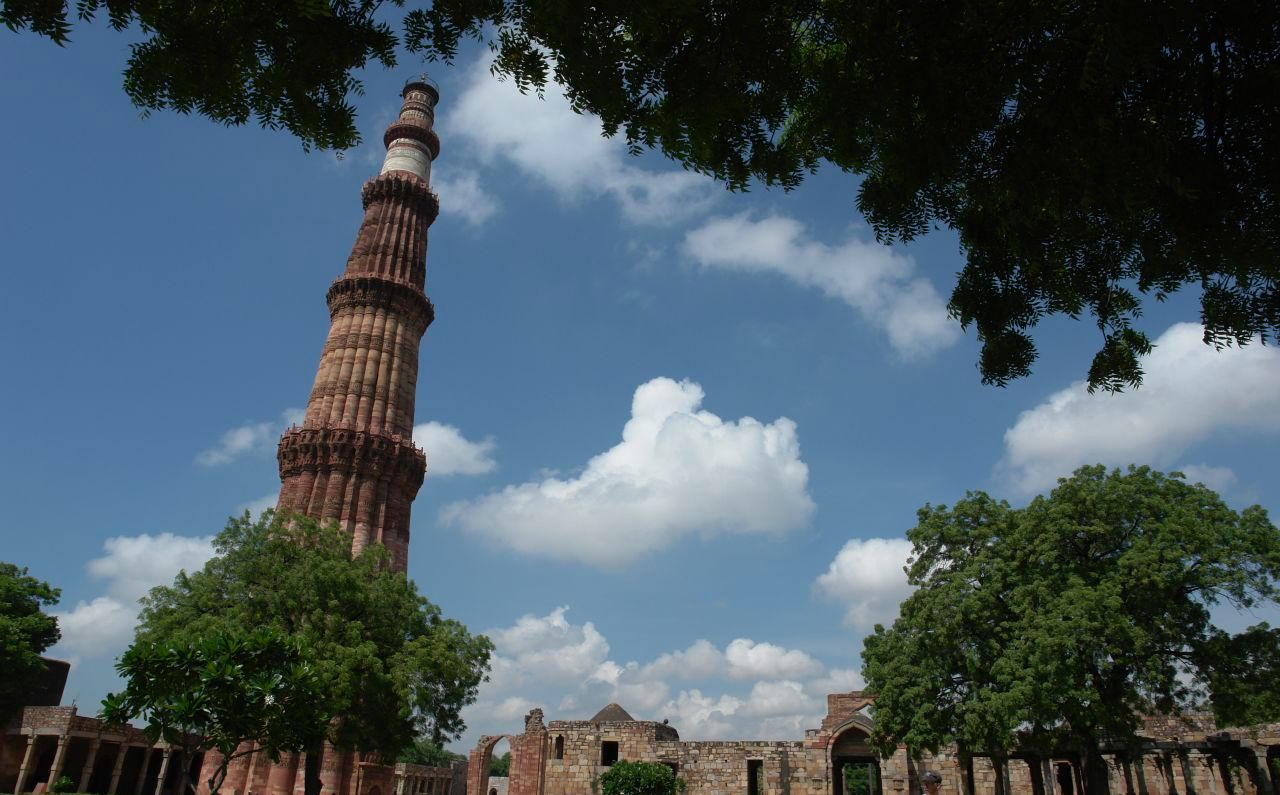
Кутб-Мінар, приклад архітектури Рабської династії.

Рабська, Гулямська або Мамлюкська династія (урду غلام خاندان, гінді ग़ुलाम ख़ानदान) — тюркська династія, заснована Кутб ад-Діном Айбеком, перша з династій, що правили Делійським султанатом, владу в якому вона утримувала з 1206 по 1290. Айбек служив командувачем армії Ґуридів з 1192 по 1206 роки, протягом цього часу він провів низку атак на Індо-Гангську рівнину та встановив контроль над великою територією. Після вбивства свого патрона він сам отримав владу над царством, яким керував з нової столиці, Делі. Однак його влада була недовгою, у 1210 році його змінив його син Арам Шах, сам убитий своїм зведеним братом Ілтутмишем в 1211 році.
До 1229 року султанат встановив дипломатичні відносини з Аббасидським халіфатом та зумів захиститися від нападів Чингізхана і його нащадків. Після смерті Ілтутмиша султанатом правила низка слабших правителів, а його частини  отримали значну автономію. На деякий час Гійяс-уд-діну Балбану вдалося відродити міць династії, проте після його смерті почався остаточний занепад. У 1290 році влада у султанаті перейшла до династії Хілджі, коли Джалал-уд-дін Фіруз Хілджі скинув останнього султана Рабської династії, Муїз-уд-діна Кейкабада.